# Ptilopsis
Ptilopsis (лат. , от др.-греч. πτίλον «плюмаж» + ὄψις «внешность»; «украшенный перьями») — род птиц семейства совиных. Иногда включается в род совки (Otus). Обитают в Африке южнее Сахары.
На YouTube получил популярность фрагмент японского шоу с участием белолицей совки (Ptilopsis leucotis), демонстрирующий защитное поведение птицы в различных ситуациях.
Места обитания этих ночных птиц тянутся вдоль границы, разделяющей пустыню Сахара и экватор, проходя через такие африканские страны, как Камерун, Конго, Кот-д’Ивуар, Эфиопия и многие другие.
Белолицые совки (лат.Ptilopsis leucotis) селятся на ветвях деревьев или колючих кустарников: здесь они проводят весь день в ожидании заката — времени, когда вся стая собирается на охоту.
Как и для большинства маленьких сов, главная пища белолицых совок – мотыльки, жуки, скорпионы, пчелы и пауки. Однако этим ночные охотники не ограничиваются и часто разнообразят свое меню блюдами, состоящими из более крупной добычи: рептилий, грызунов, мелких птиц и землероек. Высмотрев жертву, белолицая совка пикирует вниз и заглатывает ее целиком, а переварив, срыгивает остатки.

## Классификация
Международный союз орнитологов относит к роду 2 вида:
- Ptilopsis granti
- Ptilopsis leucotis — Белолицая совка